# Psychomyia bruneiensis
Psychomyia bruneiensis är en nattsländeart som beskrevs av Malicky 1993. Psychomyia bruneiensis ingår i släktet Psychomyia och familjen tunnelnattsländor. Inga underarter finns listade i Catalogue of Life.